# 深圳光啟集團
深圳光启集團是民辦研發機構深圳光启高等理工研究院的商業化公司，一個機構兩塊牌子，创始于2010年著力航太產品、先進概念雛形開發，总部位于中国深圳，截至2015年底累计申请专利3213件，授权1702件。具有政府授予博士后科研工作站、国家重点实验室資格。

## 概觀
2011年，光启获得第一笔产业化订单，深圳市市长许勤、广东省委书记汪洋视察光启。下半年中共中央政治局委员刘延东、中宣部部长刘云山视察光启。
2012年12月，成為习近平任中共中央总书记后视察的第一家企业。全球第一条超材料中试线——光启超材料中试线在深圳投产运营。
2014年12月20日，光启科学和太阳方舟(加拿大)签署投资意向书，2015年4月3日正式订立投资协议和期权协议。2014年11月21 日，在中国国家主席习近平和新西兰总理约翰·基 的到場见证下签署备忘录放飛旅行者號邊緣太空飛行器。
2015年2月，旅行者號首飛成功。2015年下半年光启入股海容通信集团，光启副总裁李涛先生兼任光启海容国际通信集团董事，并出任CEO。
2016年，光启全球创新共同体孵化器简称光启GCI孵化器，在以色列特拉维夫正式成立。下半年宣布旅行者2號載人版研發成功。